# Eoseptatournayella
Eoseptatournayella es un género de foraminífero bentónico normalmente considerado un subgénero de Septatournayella, es decir, Septatournayella (Eoseptatournayella) de la subfamilia Tournayellinae, de la familia Tournayellidae, de la superfamilia Tournayelloidea, del suborden Fusulinina y del orden Fusulinida. Su especie tipo es Septatournayella rauserae. Su rango cronoestratigráfico abarca desde el Fameniense (Devónico superior) hasta el Tournasiense (Carbonífero inferior).

## Discusión
Algunas clasificaciones más recientes incluyen Eoseptatournayella en el suborden Tournayellina, del orden Tournayellida, de la subclase Fusulinana y de la clase Fusulinata.

## Clasificación
Eoseptatournayella incluye a las siguientes especies:
- Eoseptatournayella lata †, también considerado como Septatournayella (Eoseptatournayella) lata †
- Eoseptatournayella petchorica †, también considerado como Septatournayella (Eoseptatournayella) petchorica †
- Eoseptatournayella potensa †, también considerado como Septatournayella (Eoseptatournayella) potensa †
  - Eoseptatournayella potensa variabilis †, también considerado como Septatournayella (Eoseptatournayella) potensa variabilis †
- Eoseptatournayella rauserae †, también considerado como Septatournayella (Eoseptatournayella) rauserae †
  - Eoseptatournayella rauserae minor †, también considerado como Septatournayella (Eoseptatournayella) rauserae minor †
- Eoseptatournayella recida †, también considerado como Septatournayella (Eoseptatournayella) recida †